# Capitoli de Le situazioni di Lui & Lei
Lista dei capitoli de Le situazioni di Lui & Lei, manga scritto e illustrato da Masami Tsuda. L'opera è stata serializzata sulla rivista LaLa dall'edizione del febbraio 1996 fino a quella di aprile 2005. Successivamente i 101 capitoli chiamati ACT, più alcuni extra, sono stati raccolti in 21 volumi tankōbon per conto della Hakusensha, pubblicati tra 10 giugno 1996 e il 5 agosto 2005. Una versione tascabile, composta in 10 volumi, è stata distribuita tra l'aprile e novembre 2011. La serie segue la relazione tra Yukino Miyazawa e Soichiro Arima, una ragazza e un ragazzo che per aver successo nella vita o per rispettare le convenzioni sociali si costringono a indossare una maschera, ovvero una falsa personalità, ma che decideranno in seguito di abbandonare e rivelare loro stessi.
Nella maggior parte dei tankōbon è presente anche il cosiddetto Il diario di Tsuda, un breve capitolo dedicato all'autrice dell'opera. Inoltre in alcuni volumi sono contenuti come capitoli extra varie storie non collegate alla serie principale. Nel primo è contenuta Tigre e camaleonte - La promessa di una settimana, uscita già nel dicembre 1994, che narra le vicende della studentessa liceale Koharu Mizumoto, molto timida e con poca autostima. Quando il suo compagno di classe, Toshiro Sakajyo, rompe accidentalmente i suoi occhiali, ella è costretta a rimanere senza e ci vorrà una settimana per ripararli. Koharu deve, quindi, superare la sua timidezza. Nel quarto volume, invece, è contenuta Rivediamoci domani nel bosco, storia già pubblicata nell'agosto 1993 che racconta di una ragazza aliena che fa amicizia con un umano scappato dalla Terra e che si rifugia in una foresta. Nell'ottavo è presente la storia Il re scatenato, uscita in precedenza nel luglio 1994, in cui viene raccontato il radicale cambiamento nel comportamento del personaggio Kazune Wakui dal punto di vista di Komako Sakuraya, che lo conosce sin dall'infanzia.
In Italia è stato pubblicato da Dynamic Italia dall'aprile 2002 al marzo 2006 sulla collana Romance. Nel 2007 e nel 2008 sono state pubblicate due ristampe in 6 volumi, mentre nel 2009 è uscita la Big Love Edition in 11 volumi, raccolta in quattro Box nel 2012; un'ulteriore ristampa è stata pubblicata nel 2017 ad opera, però, della Planet Manga. Nel volume 15 dell'edizione italiana è stato inserito il primo capitolo del manhwa coreano Pretty. È arrivato anche negli Stati Uniti da Tokyopop, in Francia da Editions Tonkam, in Germania da Carlsen Comics, in Spagna da Glènat España, in Portogallo da Planet Manga e in Messico da Grupo Editorial Vid.

## Lista volumi
| Nº | Titolo italiano Giapponese 「Kanji」 - Rōmaji - Traduzione letterale | Data di prima pubblicazione          | Data di prima pubblicazione |
| Nº | Titolo italiano Giapponese 「Kanji」 - Rōmaji - Traduzione letterale | Giapponese                           | Italiano                    |
| 1  | Le situazioni di Lui & Lei 1 「彼氏彼女の事情 １」 - Kareshi Kanojo no jijō 1 – "Le situazioni di Lui & Lei 1" | 10 giugno 1996 ISBN 4-592-12065-5    | 1º aprile 2002              |
| 1  | Capitoli - ACT 1. Le situazioni di Lei (彼女の事情?, Kanojo no jijō) - ACT 2. Secret (シークレット?, Shīkuretto) - ACT 3. Le situazioni di Lui (彼氏の事情?, Kareshi no jijō) - Extra. Tigre e camaleonte - La promessa di una settimana (トラとカメレオン ～約束は一週間～?, Tora to kamereon ~Yakusoku wa isshūkan~) - Il diario di Tsuda (つだ日記?, Tsuda nikki) |                                      |                             |
| 1  | Trama Yukino Miyazawa è una ragazza del primo anno all'istituto superiore Hokuei della prefettura di Kanagawa, che lavora duramente per mantenere un'immagine pubblica praticamente perfetta, invidiata da tutti per la bellezza, il comportamento e i risultati scolastici. La sua vera personalità, tutta l'opposto di quella che assume solitamente, ovvero quella di una ragazza viziata, pigra e testarda, viene però casualmente scoperta dal suo compagno di classe nonché suo rivale Soichiro Arima, il quale comincia a ricattarla, assegnandole ogni tipo di compito e faccenda scolastica al posto suo. Anche lui svelerà dietro l'algida maschera di studente modello una personalità più complessa ed infine passionale; Arima, infatti, è stato adottato dal fratello del padre, membro di una benestante famiglia di medici, perché abbandonato dai genitori quando era piccolo, e si comporta in questo modo per non vuole deludere le aspettative che tutti hanno riposto in lui. Il loro rapporto si evolve in quello di due amici che condividono un segreto, ripromettendosi di abbandonare l'atteggiamento falso avuto finora e facendosi vedere per quello che sono realmente, fino a quando Arima confessa il suo amore a Yukino. |                                      |                             |
| 2  | Le situazioni di Lui & Lei 2 「彼氏彼女の事情 ２」 - Kareshi Kanojo no jijō 2 – "Le situazioni di Lui & Lei 2" | 10 febbraio 1997 ISBN 4-592-12066-3  | 1º giugno 2002              |
| 2  | Capitoli - ACT 4. Il giorno in cui si innamora (恋になる日?, Koi ni naru hi) - ACT 5. La scuola labirintica (学校迷路?, Gakkō meiro) - ACT 6. L'ambizione di Lui (彼の野望?, Kare no yabō) - ACT 7. Crazy for you (クレイジー・フォー・ユー?, Kureijī fō yū) - Extra. Sotto i ciliegi in piena fioritura (桜の林の満開の下?, Sakura no hayashi no mankai no shita) - Il diario di Tsuda (つだ日記?, Tsuda nikki) |                                      |                             |
| 2  | Trama Yukino, imbarazzata, respinge la dichiarazione d'amore di Arima, ma in un secondo momento si rende conto di provare anche lei qualcosa per lui e, dopo numerosi tentativi falliti, glielo confessa. I due diventano così una coppia e Yukino fa la conoscenza dell'amico di Arima, Hideaki Asaba, che tenta di dividerli perché ha intenzione di sfruttare la popolarità di Arima per uscire con quante più ragazze possibili e costruire il suo "ovile della felicità". Tuttavia questi capisce presto quanto siano profondi e sinceri i sentimenti dell'amico verso Yukino e decide di sostenere la loro relazione. Arima comincia a pensare di non essere il ragazzo giusto per Yukino e diventa molto insicuro, soprattutto quando la vede scherzare con Asaba, ma le sue preoccupazioni svaniscono quando, nei corridoi della scuola, i due si scambiano il loro primo bacio. |                                      |                             |
| 3  | Le situazioni di Lui & Lei 3 「彼氏彼女の事情 ３」 - Kareshi Kanojo no jijō 3 – "Le situazioni di Lui & Lei 3" | 10 agosto 1997 ISBN 4-592-12067-1    | 1º agosto 2002              |
| 3  | Capitoli - ACT 8. Dopo la tempesta - 1 (カミナリ鳴って １?, Kaminari natte 1) - ACT 9. Dopo la tempesta - 2 (カミナリ鳴って ２?, Kaminari natte 2) - ACT 10. Dopo la tempesta - 3 (カミナリ鳴って ３?, Kaminari natte 3) - ACT 11. Quel giorno, Yukino Miyazawa era… (その日、宮沢雪野は?, Sono hi, Miyazawa Yukino wa) - ACT 12. Una ragazza combattiva - 1 (たたかう女 １?, Tatakau onna 1) - Il diario di Tsuda (つだ日記?, Tsuda nikki) |                                      |                             |
| 3  | Trama A causa dei loro continui appuntamenti, Arima e Yukino ottengono un voto più basso del loro solito in un esame. Il consiglio disciplinare intima a entrambi a lasciar perdere la loro relazione e a concentrarsi esclusivamente sullo studio. Sia lui che lei si oppongono fermamente e vengono informati i genitori sull'accaduto, che tuttavia appoggiano la scelta di continuare a vedersi di Yukino e Arima. Più tardi, Maho Izawa, una compagna di classe, porta le altre ragazze a ignorare Yukino, di cui è sempre stata gelosa per la sua fama e bravura. Yukino sa che tutto ciò si è venuto a creare per via della sua falsa immagine di perfezione assunta in passato e sopporta la situazione senza lamentarsene, continuando a mostrarsi per quello che è realmente. |                                      |                             |
| 4  | Le situazioni di Lui & Lei 4 「彼氏彼女の事情 ４」 - Kareshi Kanojo no jijō 4 – "Le situazioni di Lui & Lei 4" | 10 dicembre 1997 ISBN 4-592-12068-X  | 21 gennaio 2003             |
| 4  | Capitoli - ACT 13. Una ragazza combattiva - 2 (たたかう女 ２?, Tatakau onna 2) - ACT 14. Una ragazza combattiva - 3 (たたかう女 ３?, Tatakau onna 3) - ACT 15. Una ragazza combattiva - 4 (たたかう女 ４?, Tatakau onna 4) - ACT 16. Alla fine del primo trimestre (一学期の終わりに?, Ichigakki no owari ni) - Extra. Rivediamoci domani nel bosco (あした また森であおうね?, Ashita mata mori de aou ne) - Il diario di Tsuda (つだ日記?, Tsuda nikki) |                                      |                             |
| 4  | Trama Una ragazza molto bella che frequenta lo stesso istituto superiore di Yukino, Tsubasa Shibahime, viene dimessa dall'ospedale e apprende la notizia che Arima si è fidanzato. Ella è da sempre innamorata del ragazzo, nonostante lui la veda più come una sorellina da proteggere che una possibile ragazza, e ha tutte le intenzioni di separarlo da Yukino. Nel frattempo quest'ultima scopre che dietro al comportamento ostile nei suoi confronti delle compagne si nasconde Maho e decide di affrontala. La questione si risolve, e Yukino stringe la sua prima e vera amicizia sia con Maho che con Tsubasa e il suo gruppo, composto dal maschiaccio Tsubaki Sakura, la tranquilla Rika Sena e la talentuosa scrittrice Aya Sawada. Con la fine del primo trimestre e l'inizio delle vacanze estive, Arima deve andare a Kyoto per disputare un torneo di kendō e rimarrà per un po' lontano dalla città, ma promette a Yukino di tornare presto. |                                      |                             |
| 5  | Le situazioni di Lui & Lei 5 「彼氏彼女の事情 ５」 - Kareshi Kanojo no jijō 5 – "Le situazioni di Lui & Lei 5" | 10 giugno 1998 ISBN 4-592-12069-8    | 7 aprile 2003               |
| 5  | Capitoli - ACT 17. All'inizio delle vacanze estive (夏の休みの始まりに?, Natsu no yasumi no hajimari ni) - ACT 18. SPACE - ACT 19. Ragazzo dell'ovest, ragazza dell'est (home sweet home) (西の少年 東の少女（ホーム・スイートホーム）?, Nishi no shōnen azuma no shōjo (hōmu suīto hōmu)) - ACT 20. Telephone Line - ACT 21. Da qui per sempre - 1 (ここより永遠に １?, Koko yori towa ni 1) - Il diario di Tsuda (つだ日記?, Tsuda nikki) |                                      |                             |
| 5  | Trama Tsubasa, ormai diventata amica di Yukino, decide di trasferirsi a casa di questa per evitare il padre, che ha intenzione di risposarsi con una donna che non le piace. La ragazza soffre molto, ma capisce anche di stare agendo egoisticamente e torna a casa. Successivamente fa la conoscenza del figlio della donna, Kazuma Ikeda, con cui, dopo iniziali fraintendimenti, va subito d'accordo. Intanto, Yukino continua a sentirsi per telefono con Arima, e lei e la sua famiglia si recano a far visita al nonno materno; suo padre, Hiroyuki Miyazawa, ricorda la sua infanzia e la sua adolescenza trascorsa nella città natale e come ha conosciuto sua moglie, Miyako. |                                      |                             |
| 6  | Le situazioni di Lui & Lei 6 「彼氏彼女の事情 ６」 - Kareshi Kanojo no jijō 6 – "Le situazioni di Lui & Lei 6" | 10 ottobre 1998 ISBN 4-592-12070-1   | 9 giugno 2003               |
| 6  | Capitoli - ACT 22. Da qui per sempre - 2 (ここより永遠に ２?, Koko yori towa ni 2) - ACT 23. Assenza (不在?, Fuzai) - ACT 24. Innamorati (恋?, Koi) - ACT 25. Scavare (Evoluzione / intimità) (ＳＨＩＮＫＡ（進化／深化）?, SHINKA (Shinka / shinka)) - ACT 26. In una bella giornata di sole, si vede l'eternità (晴れた日に永遠が見える?, Hareta hi ni towa ga mieru) - Il diario di Tsuda (つだ日記?, Tsuda nikki) |                                      |                             |
| 6  | Trama Hiroyuki ricorda anche la difficile situazione di quando perse i genitori da piccolo e quando all'ultimo anno del liceo perse anche suo nonno, con cui aveva un legame molto stretto. Lui e Miyako si sposarono dopo la cerimonia del loro diploma. Intanto, ritorna Arima, che è diventato più alto, maturo ed è il nuovo campione nazionale di kendō; per questo, Yukino diventa agitata anche solo standogli vicino, ma lui la vede distaccata e se ne preoccupa. Alla fine i due si chiariscono e si avvicinano più di prima. Durante l'incontro per l'anniversario della morte del nonno paterno, Arima deve affrontare gli altri membri della famiglia, che lo considerano una persona senza alcun valore. Soltanto Yukino lo crede importante e si accorge di aver bisogno della sua presenza e di voler fare l'amore con lei. Impulsivo glielo comunica e poi si pente per paura di averla spaventata; alla fine però i due cedono al dolce desiderio. Nonostante questo però il suo incubo più ricorrente è quello che lo vede perseguitato dalla sua parte malvagia, ereditata dai genitori corrotti. |                                      |                             |
| 7  | Le situazioni di Lui & Lei 7 「彼氏彼女の事情 ７」 - Kareshi Kanojo no jijō 7 – "Le situazioni di Lui & Lei 7" | 10 marzo 1999 ISBN 4-592-12071-X     | 22 luglio 2003              |
| 7  | Capitoli - ACT 27. 14 DAYS - 1 - ACT 28. 14 DAYS - Il ragazzo T (１４ＤＡＹＳ＜少年Ｔ＞?, 14 DAYS <Shōnen T>) - ACT 29. 14 DAYS - Trama (１４ＤＡＹＳ＜交わる糸＞?, 14 DAYS <Majiwaru ito>) - ACT 30. 14 DAYS - L'inizio (１４ＤＡＹＳ＜はじまり＞?, 14 DAYS <Hajimari>) - ACT 31. 14 DAYS - Doposcuola (１４ＤＡＹＳ＜放課後＞?, 14 DAYS <Hōkago>) - ACT 32. 14 DAYS - La luce del sole che filtra tra i rami e il chiaro di luna (１４ＤＡＹＳ＜木洩れ陽と月光＞?, 14 DAYS <Ki more yō to gekkō>) - Il diario di Tsuda (つだ日記?, Tsuda nikki) |                                      |                             |
| 7  | Trama La scuola mette a disposizione quattordici giorni per preparare il festival della cultura, i vincitori del quale avranno diritto ad un interessante premio. Inizia così la guerra tra i rappresentanti di classe, e Yukino e i suoi amici decidono di mettere in scena una sceneggiatura scritta da Aya. Contemporaneamente a scuola arriva un nuovo studente appena trasferitosi, Takefumi Tonami, vecchia conoscenza di Tsubaki, la quale era solita a sfruttarlo e trattarlo male, e di Arima, che si mostrava sempre gentile nei suoi confronti e per questo lui ammira. Egli in passato era grassottello, preso in giro da tutti, ma adesso è cambiato, diventato alto, magro e ha successo con le ragazze. Arima diventa geloso del suo avvicinamento a Yukino e si sente messo da parte, ma questi chiarisce che il motivo del suo ritorno è vendicarsi dei torti subìti in passato da Tsubaki e tenta in tutti i modi di umiliarla. Durante un momento di confusione, Tonami bacia Tsubaki. |                                      |                             |
| 8  | Le situazioni di Lui & Lei 8 「彼氏彼女の事情 ８」 - Kareshi Kanojo no jijō 8 – "Le situazioni di Lui & Lei 8" | 10 settembre 1999 ISBN 4-592-12072-8 | 8 settembre 2003            |
| 8  | Capitoli - ACT 33. 14 DAYS - Vorrei sapere (１４ＤＡＹＳ＜知りたい＞?, 14 DAYS <Shiritai>) - ACT 34. 14 DAYS - La persona che amo (１４ＤＡＹＳ＜わたしの好きな人＞?, 14 DAYS <Watashi no sukina hito>) - ACT 35. 14 DAYS - Temperatura 31°C (１４ＤＡＹＳ＜気温３１℃＞?, 14 DAYS <Kion 31°C>) - ACT 36. 14 DAYS - Tifone (１４ＤＡＹＳ＜ハリケーン＞?, 14 DAYS <Harikēn>) - Extra. Il re scatenato (あばれる王様?, Abareru ōsama) - Il diario di Tsuda (つだ日記?, Tsuda nikki) |                                      |                             |
| 8  | Trama Il continuo pensiero verso Tsubaki fa capire a Tonami di esserne innamorato e che l'odio nei suoi confronti è dovuto al fatto che non è mai riuscito ad attirare la sua attenzione. Quando Tsubaki lo sorprende dandogli all'improvviso un secondo bacio, i due si confessano a vicenda il proprio amore e si mettono insieme; la ragazza però mette subito in chiaro che ciò non cambierà il suo voler essere libera da qualunque tipo di restrizione. Più tardi, le previsioni del meteo annunciano che un fortissimo tifone si abbatterà sulla città; Yukino si trova a scuola, impegnata con le altre ragazze nell'organizzazione dello spettacolo, e Arima si offre di accompagnarla a casa. Visto il brutto tempo, egli viene ospitato per una notte a casa Miyazawa, dove conosce meglio la famiglia della fidanzata. Stando vicino a Yukino, Arima sente di poter tenere a bada dentro di sé la sua parte malvagia. |                                      |                             |
| 9  | Le situazioni di Lui & Lei 9 「彼氏彼女の事情 ９」 - Kareshi Kanojo no jijō 9 – "Le situazioni di Lui & Lei 9" | 10 marzo 2000 ISBN 4-592-12073-6     | 30 ottobre 2003             |
| 9  | Capitoli - ACT 37. 14 DAYS - Inizia il festival della cultura (１４ＤＡＹＳ→文化祭はじまる?, 14 DAYS → Bunkamatsuri hajimaru) - ACT 38. Il festival della cultura - 1 (文化祭・１?, Bunkamatsuri 1) - ACT 39. Il festival della cultura - 2 (文化祭・２?, Bunkamatsuri 2) - ACT 40. Il festival della cultura - 3 (文化祭・３?, Bunkamatsuri 3) - ACT 41. Il festival della cultura - 4 (文化祭・４?, Bunkamatsuri 4) - ACT 42. La ruota del destino (運命の車?, Unmei no kuruma) |                                      |                             |
| 9  | Trama A scuola inizia il festival della cultura e Yukino e le sue amiche mettono in scena la storia di uno scienziato che costruisce androidi a causa della sua ansia sociale; Arima, venuto ad assistere, va via non appena sente lo scienziato che monologa sul suo passato scoraggiante e di come lui non è in grado di amare se stesso a causa del suo carattere. Dopo la recita, Tonami confessa a Tsubaki i suoi sentimenti d'odio, oramai passati, e i due si promettono di fare un viaggio in giro per il mondo dopo il diploma. Nel frattempo Arima si rende conto che non è in grado di monopolizzare completamente l'attenzione di Yukino; la sua parte malvagia appare dinanzi a lui e lo abbraccia. |                                      |                             |
| 10 | Le situazioni di Lui & Lei 10 「彼氏彼女の事情 １０」 - Kareshi Kanojo no jijō 10 – "Le situazioni di Lui & Lei 10" | 10 ottobre 2000 ISBN 4-592-12074-4   | 12 dicembre 2003            |
| 10 | Capitoli - ACT 43. La stanza assolata - 1 (陽射しのいい部屋・１?, Hizashi no ii heya 1) - ACT 44. La stanza assolata - 2 (陽射しのいい部屋・２?, Hizashi no ii heya 2) - ACT 45. GO GO Kyoto - 1 (ＧＯＧＯ京都・１?, GO GO Kyōto 1) - ACT 46. GO GO Kyoto - 2 (ＧＯＧＯ京都・２?, GO GO Kyōto 2) - ACT 47. GO GO Kyoto - 3 (ＧＯＧＯ京都・３?, GO GO Kyōto 3) - Extra. ACT Zero (アクト・ゼロ?, Akuto zero) - Extra. Onegai & tawagoto (お願い＆たわごと?, Onegai & tawagoto) |                                      |                             |
| 10 | Trama Maho ricorda il suo primo incontro con il suo fidanzato, più grande di età, il dentista Yusuke Takeshi. Successivamente, la classe di Yukino va a Kyoto, ma alla ragazza viene la febbre durante il viaggio; durante un sogno dovuto alla febbre alta, Yukino prima di svegliarsi vede Arima prendere l'aspetto della sua parte malvagia. Ripresasi, Yukino si gode il resto della gita insieme alle amiche prima di tornare a casa. |                                      |                             |
| 11 | Le situazioni di Lui & Lei 11 「彼氏彼女の事情 １１」 - Kareshi Kanojo no jijō 11 – "Le situazioni di Lui & Lei 11" | 10 luglio 2001 ISBN 4-592-12075-2    | 26 novembre 2004            |
| 11 | Capitoli - ACT 48. BEAUTIFUL DAYS - ACT 49. RAIN - ACT 50. SING A SONG - ACT 51. LIVE - ACT 52. SLEEPING BEAUTY - ACT 53. LOVE - Il diario di Tsuda (つだ日記?, Tsuda nikki) |                                      |                             |
| 11 | Trama La carriera di Kazuma come cantante per la banda indie, "Yin & Yang", avanza, così come la sua crescente attrazione verso "la sorella acquisita" Tsubasa. Il ragazzo apprende il disagio di Tsubasa verso gli uomini e, rendendosi conto di non poter contenere i suoi sentimenti per lei, lascia la casa. |                                      |                             |
| 12 | Le situazioni di Lui & Lei 12 「彼氏彼女の事情 １２」 - Kareshi Kanojo no jijō 12 – "Le situazioni di Lui & Lei 12" | 10 ottobre 2001 ISBN 4-592-12076-0   | 16 dicembre 2004            |
| 12 | Capitoli - ACT 54. BORN - ACT 55. YIN AND YANG - ACT 56. TSUBASA - ACT 57. YOU LIGHT UP MY LIFE - ACT 58. La vita di Rika-chan (りかちゃんライフ?, Rika-chan raifu) - Extra. Ushio-kun & Atsuya-kun (潮くんと敦矢くん?, Ushio-kun to Atsuya-kun) |                                      |                             |
| 12 | Trama Tsubasa, sentendosi abbandonata per la terza volta, dopo Arima e il padre, comincia ad avere seri problemi nutrizionali. A causa dello shock subito dalla convinzione che il fratello abbia scelto di subordinarla alla musica, perde la capacità di udire la musica del loro gruppo. Ricoverata in ospedale a causa di uno svenimento causato dalla visione di Kazuma in un video musicale, il ragazzo va a trovarla e le dichiara i propri sentimenti, ai quali, però, la ragazza non è in grado di rispondere, seppure la sua salute cominci a ristabilirsi. In seguito, Tsubasa riceve un plico postale con il CD del gruppo, intitolato "Ali". Ascoltandolo, capisce che l'amore del fratello per lei e la musica sono un unico, indivisibile sentimento. Kazuma le propone di sposarsi, sebbene giovanissimi, e lei accetta immediatamente. Più tardi, l'amica di Yukino, Rika Sena, monologa la sua vita. |                                      |                             |
| 13 | Le situazioni di Lui & Lei 13 「彼氏彼女の事情 １３」 - Kareshi Kanojo no jijō 13 – "Le situazioni di Lui & Lei 13" | 2 maggio 2002 ISBN 4-592-12077-9     | 27 gennaio 2005             |
| 13 | Capitoli - ACT 59. E il tempo vola (そして時は流れ?, Soshite toki wa nagare) - ACT 60. I - ACT 61. Perfect World - ACT 62. Impronte (足音?, Ashioto) - ACT 63. Lontano da te (君を離れ?, Kimi wo hanare) - Il diario di Tsuda (つだ日記?, Tsuda nikki) |                                      |                             |
| 13 | Trama Con un salto temporale nella storia, Yukino e Arima sono all'ultimo anno di scuola; insieme ai suoi amici discutono sui loro obiettivi e sogni futuri. Nel frattempo, i voti e la reputazione di Arima nel kendō gli guadagnano un'intervista televisiva che gli fa acquisire rispetto tra i suoi familiari. Soichiro intende ereditare il nome di famiglia Arima per vendicarsi su di loro per averlo torturato da bambino e per aver sempre lasciato fuori lo zio e la zia, i suoi genitori adottivi attuali. La madre di nascita di Soichiro, Ryoko, vede l'intervista e intende estorcerlo. |                                      |                             |
| 14 | Le situazioni di Lui & Lei 14 「彼氏彼女の事情 １４」 - Kareshi Kanojo no jijō 14 – "Le situazioni di Lui & Lei 14" | 10 settembre 2002 ISBN 4-592-12078-7 | 25 febbraio 2005            |
| 14 | Capitoli - ACT 64. Fallimento (破綻?, Hatan) - ACT 65. Prefazione (序?, Jo) - ACT 66. Distruzione (破?, Yabu) - ACT 67. Improvvisamente (急?, Kyū) - ACT 68. Pandora (パンドラ?, Pandora) - Il diario di Tsuda (つだ日記?, Tsuda nikki) |                                      |                             |
| 14 | Trama Ryoko gioca sull'amnesia infantile di Arima per ricattarlo e farlo entrare in contatto con lei. Yukino nota il comportamento di Arima e capisce che faceva il ragazzo perfetto solo per lei. Alla fine, Arima riprende la memoria su sua madre Ryoko e ricollega i suoi ricordi. |                                      |                             |
| 15 | Le situazioni di Lui & Lei 15 「彼氏彼女の事情 １５」 - Kareshi Kanojo no jijō 15 – "Le situazioni di Lui & Lei 15" | 5 febbraio 2003 ISBN 4-592-12079-5   | 31 marzo 2005               |
| 15 | Capitoli - ACT 69. Sonetto di Lui (彼のソネット?, Kare no sonetto) - ACT 70. Sonetto dell'altro Lui (もうひとりの彼のソネット?, Mou hitori no kare no sonetto) - ACT 71. Sonetto di Lei (彼女のソネット?, Kanojo no sonetto) - ACT 72. Sonetto di Lui & Lei (彼と彼女のソネット?, Kare to kanojo no sonetto) - ACT 73. Fine della notte (夜の終わり?, Yoru no owari) - Il diario di Tsuda (つだ日記?, Tsuda nikki) - Pretty Cap. 1 |                                      |                             |
| 15 | Trama Arima da neonato veniva picchiato da sua madre Ryoko, la quale poi lo abbandonò; questi eventi hanno segnato interiormente Arima e lo hanno portato inconsciamente a nascondere i suoi sentimenti e a non mostrare nessun segno di debolezza davanti agli altri. Questo, però, lo costringe a comportarsi in modo autodistruttivo. Yukino è l'unica in grado di respingere la parte malvagia di Arima e fargli capire che è proprio il trauma a impedirgli di amare qualcuno, nonostante lo voglia. |                                      |                             |
| 16 | Le situazioni di Lui & Lei 16 「彼氏彼女の事情 １６」 - Kareshi Kanojo no jijō 16 – "Le situazioni di Lui & Lei 16" | 5 luglio 2003 ISBN 4-592-17860-2     | 25 maggio 2005              |
| 16 | Capitoli - ACT 74. Giorni da sogno (夢の日々?, Yume no hibi) - ACT 75. Da capo (回帰?, Kaiki) - ACT 76. La strada della luce (光の道?, Hikari no michi) - ACT 77. MOTHER - ACT 78. Il volo fuori dall'oscurità (闇を切って飛ぶ鳥?, Yami wo kitte tobutori) - Il diario di Tsuda (つだ日記?, Tsuda nikki) |                                      |                             |
| 16 | Trama Arima racconta il suo passato a Yukino che, con sua incredulità, decide di restare con lui. Il ragazzo riesce anche ad affrontare la madre Ryoko, costringendola a rinunciare ai suoi piani. |                                      |                             |
| 17 | Le situazioni di Lui & Lei 17 「彼氏彼女の事情 １７」 - Kareshi Kanojo no jijō 17 – "Le situazioni di Lui & Lei 17" | 5 dicembre 2003 ISBN 4-592-17861-0   | 27 luglio 2005              |
| 17 | Capitoli - ACT 79. Preludio (プレリュード?, Pureryūdo) - ACT 80. Pianista (ピアニスト?, Pianisuto) - ACT 81. Concerto (コンサート?, Konsāto) - ACT 82. Tempesta (テンペスト?, Tenpesuto) - ACT 83. A BOY AND A MAN - Il diario di Tsuda (つだ日記?, Tsuda nikki) |                                      |                             |
| 17 | Trama Yukino trascorre del tempo con la famiglia Arima nel loro cottage sulla neve. Più tardi, il padre naturale di Soichiro, Reiji Arima, appare in TV e annuncia il suo tour di concerti di pianoforte in Giappone. Allo stesso tempo, Yukino si chiede come Arima la prenderà quando scoprirà che è incinta. Reiji arriva in Giappone e porta Soichiro con lui durante il suo tour. Il legame tra i due appare ben presto davanti ai media. |                                      |                             |
| 18 | Le situazioni di Lui & Lei 18 「彼氏彼女の事情 １８」 - Kareshi Kanojo no jijō 18 – "Le situazioni di Lui & Lei 18" | 1º maggio 2004 ISBN 4-592-17862-9    | 28 settembre 2005           |
| 18 | Capitoli - ACT 84. La vie en rose (ラ・ヴィ・アン・ローズ?, Ra vi an rōzu) - ACT 85. Cadenza (カデンツァ?, Kadentsa) - ACT 86. Notturno (ノクターン?, Nokutān) - ACT 87. Game (ゲーム?, Gēmu) - ACT 88. The Way We Were - Il diario di Tsuda (つだ日記?, Tsuda nikki) |                                      |                             |
| 18 | Trama Nonostante l'avesse portato di sua spontanea volontà con sé nel tour, Reiji chiede a Soichiro di dimenticarsi di lui e di tornarsene a casa. Lo zio e padre adottivo del ragazzo, Souji Arima, spiega il passato di Reiji come un prodigio e come questo ha causato il suo isolamento nella famiglia Arima. |                                      |                             |
| 19 | Le situazioni di Lui & Lei 19 「彼氏彼女の事情 １９」 - Kareshi Kanojo no jijō 19 – "Le situazioni di Lui & Lei 19" | 5 ottobre 2004 ISBN 4-592-17863-7    | 30 novembre 2005            |
| 19 | Capitoli - ACT 89. Fratelli (兄弟?, Kyōdai) - ACT 90. Spirale (螺旋?, Rasen) - ACT 91. Figlio (息子?, Musuko) - ACT 92. Un lungo viaggio (長い旅?, Nagai tabi) - ACT 93. Riparazione (贖罪?, Shokuzai) - Il diario di Tsuda (つだにっき?, Tsuda nikki) |                                      |                             |
| 19 | Trama In seguito all'allontanamento dalla famiglia, Reiji diventò un delinquente ma venne riportato sulla retta via dal fratello Souji. Quando però quest'ultimo scoprì che Reiji aveva avuto un figlio con Ryoko, che lo abbandonò, decise di tagliare i rapporti con lui e prendere in custodia Soichiro. Nel presente, Ryoko tenta di usare Soichiro per contattare Reiji per soldi. Reiji arriva ai ferri corti con Ryoko per vendicare la sofferenza di Soichiro degli anni passati. |                                      |                             |
| 20 | Le situazioni di Lui & Lei 20 「彼氏彼女の事情 ２０」 - Kareshi Kanojo no jijō 20 – "Le situazioni di Lui & Lei 20" | 5 marzo 2005 ISBN 4-592-17864-5      | 25 gennaio 2006             |
| 20 | Capitoli - ACT 94. Salvezza (救済?, Kyūsai) - ACT 95. La fine del viaggio (旅の終わり?, Tabi no owari) - ACT 96. Shizune racconta (志津音、語る?, Shizune, kataru) - ACT 97. Futuro brillante (アカルイミライ?, Akarui mirai) - ACT 98. Shining Star (シャイニング スター?, Shainingu sutā) |                                      |                             |
| 20 | Trama Soichiro ferma Reiji da uccidere Ryoko, spiegando di aver superato il suo trauma ed è felice di sapere che lui lo ha amato; Reiji riallaccia i rapporti anche con suo fratello Souji. Yukino confessa a Soichiro di essere incinta e lui le fa la proposta di matrimonio. I due annunciano alle rispettive famiglie la loro intenzione di sposarsi e di aspettare un bambino. |                                      |                             |
| 21 | Le situazioni di Lui & Lei 21 「彼氏彼女の事情 ２１」 - Kareshi Kanojo no jijō 21 – "Le situazioni di Lui & Lei 21" | 5 agosto 2005 ISBN 4-592-17865-3     | 29 marzo 2006               |
| 21 | Capitoli - ACT 99. Una storia che non può essere raccontata (語られない話?, Katararenai hanashi) - ACT 100. Vita quotidiana fino alla laurea (卒業までの毎日?, Sotsugyō made no mainichi) - ACT 101. Primavera in marzo (春三月?, Haru mitsuki) - Extra, atto conclusivo. Non c'è una vita più felice di questa (これほど倖せな人生はない?, Kore hodo ko sena jinsei wa nai) - Extra. L'ultimo valzer di Lui & Lei (カレカノラストワルツ?, Karekano rasuto warutsu) - Commenti dei lettori (寄せ書き?, Yosegaki) - Post scriptum (あとがき?, Atogaki) |                                      |                             |
| 21 | Trama Yukino e Soichiro annunciano la gravidanza ai loro amici. Hideaki sente che il bambino è una femmina e che in futuro diventerà la sua anima gemella. Sedici anni dopo, viene raccontata com'è cambiata la vita dei personaggi e la figlia maggiore di Yukino, Sakura, confessa il suo amore a Hideaki. |                                      |                             |